# Daniel Halfar
Daniel Halfar (Mannheim, 7 gennaio 1988) è un allenatore di calcio ed ex calciatore tedesco, di ruolo centrocampista, tecnico del Rot-Weiß Kirchlengern.

## Palmarès

### Club

#### Competizioni nazionali
- Campionato tedesco di seconda divisione: 1

Colonia: 2013-2014

### Individuale
- Fritz-Walter-Medaille: 1

Under-17 2005 (argento)